# Gardenia mannii
Nānū hoặc Mann's Gardenia (Gardenia mannii) là một loài thực vật có hoa thuộc họ coffee, Rubiaceae, là loài đặc hữu của hòn đảo Oʻahu ở Hawaiʻi. 
Chúng hiện đang bị đe dọa vì mất môi trường sống.

## Hình ảnh

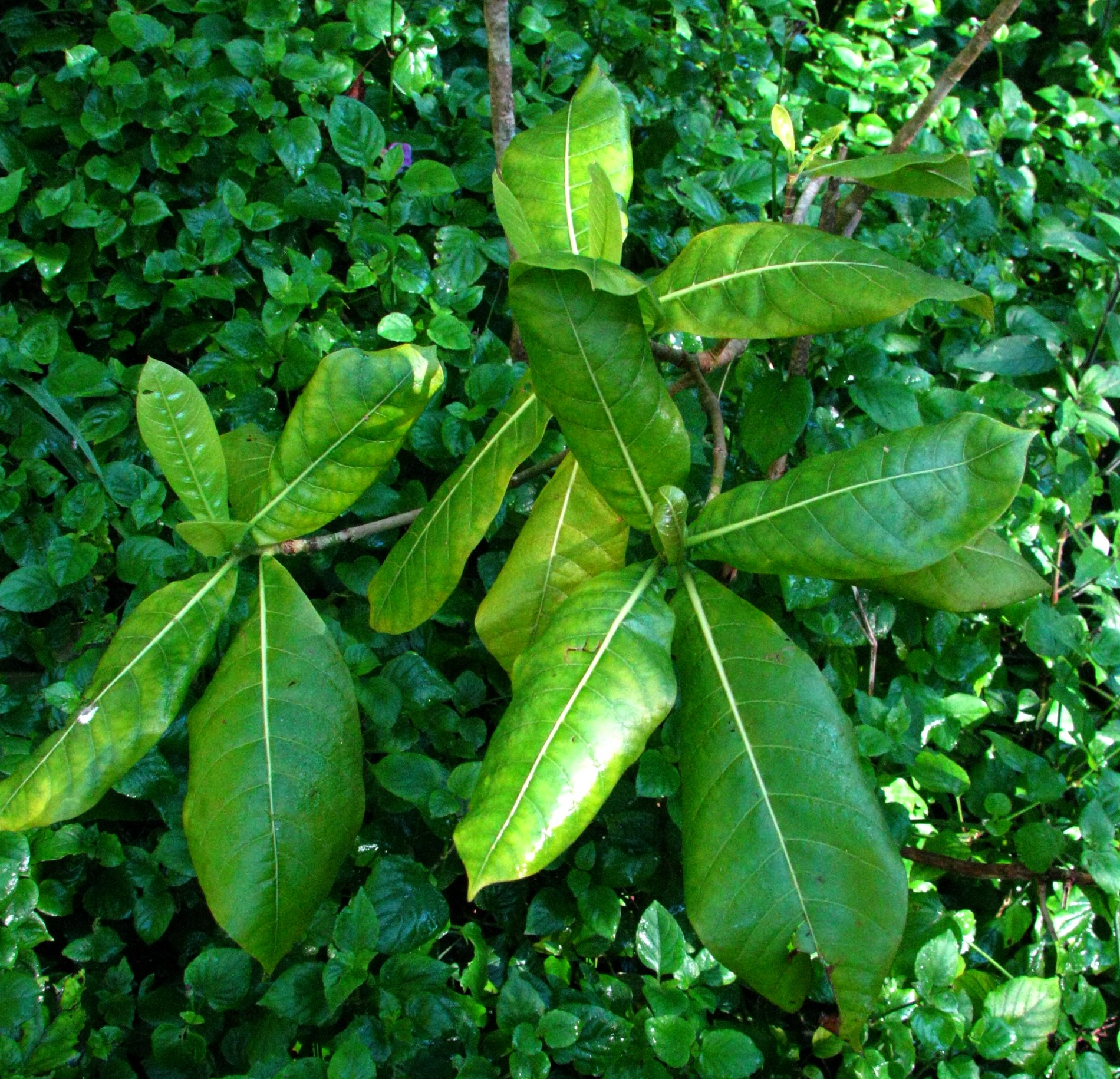